# Festuca sinensis
Festuca sinensis är en gräsart som beskrevs av Keng f. och Evgenii Borisovich Alexeev. Festuca sinensis ingår i släktet svinglar, och familjen gräs. Inga underarter finns listade i Catalogue of Life.